# Luke Pryor
Luke Pryor (Huntsville, 1820. július 5. – Athens, 1900. augusztus 5.) az Amerikai Egyesült Államok szenátora (Alabama, 1880).